# Antoon van Vergy

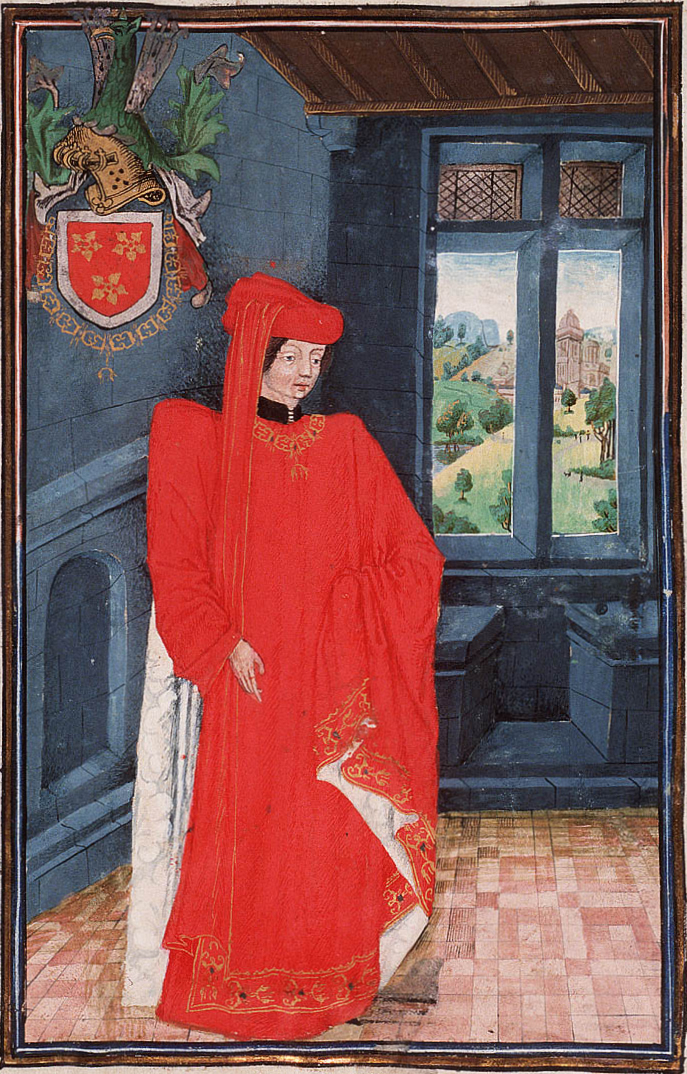
Vergy in het wapenboek van de Orde van het Gulden Vlies

Antoon van Vergy (Frans: Antoine de Vergy) (1375 - 29 oktober 1439), heer van Champlitte, was een Bourgondisch edelman tijdens de Honderdjarige Oorlog.
Zijn vader, Jan III van Vergy, was seneschalk en maarschalk van het hertogdom Bourgondië onder Filips de Stoute.
Als lid van het gevolg van hertog Jan zonder Vrees raakte hij gewond bij de moordaanslag op deze laatste in Montereau (1419).

Wapenschild

Koning Hendrik V van Engeland die na het Verdrag van Troyes optrad als regent voor de geesteszieke Karel VI van Frankrijk, benoemde hem in januari 1422 tot maarschalk van Frankrijk en zette tegelijk de eerder door Jan zonder Vrees benoemde maarschalken af. De nieuwe hertog van Bourgondië, Filips de Goede, benoemde hem tot kapitein-generaal van Bourgondië en Charolais. In die functie streed in de slag bij Cravant (1423) tegen de troepen van de dauphin. 
Jan van Bedford, regent voor de minderjarige Engelse koning Hendrik VI in Frankrijk, benoemde hem in 1427 tot gouverneur van Champagne en de stad Langres. Van hieruit viel hij Vaucouleurs aan en nam hij deel aan de successiestrijd in het hertogdom Lotharingen. Hij vocht mee in de Slag bij Bulgnéville aan de zijde van Anton van Vaudémont waarbij René I van Anjou werd gevangen genomen (1431). 
Hij kreeg het graafschap Dammartin van de Engelsen. Filips de Goede benoemde hem in 1430 tot een van de eerste ridders in de Orde van het Gulden Vlies.
Vergy stierf na een ziekte en werd begraven te Champlitte. Uit zijn twee huwelijken had hij geen kinderen.